# Арест
Арест (фр. Arrest) насеље је и општина у североисточној Француској у региону Пикардија, у департману Сома која припада префектури Абевил.
По подацима из 2011. године у општини је живело 877 становника, а густина насељености је износила 78,65 становника/km². Општина се простире на површини од 11,15 km². Налази се на средњој надморској висини од 54 метара (максималној 72 m, а минималној 7 m).

## Демографија
| 1962. | 1968. | 1975. | 1982. | 1990. | 1999. | 2011. |
| ----- | ----- | ----- | ----- | ----- | ----- | ----- |
| 839   | 837   | 871   | 856   | 868   | 820   | 877   |

График промене броја становника у току последњих година